# Dulce Chacón
Dulce Chacón (Zafra, 3 giugno 1954 – Madrid, 3 dicembre 2003) è stata una scrittrice e poetessa spagnola.

## Biografia e orientamento letterario
Nacque in una famiglia benestante e conservatrice di Zafra. La madre apparteneva ad una famiglia "aristocratica, di destra e del Bando Nacional". Suo padre, Antonio Chacón, sindaco di Zafra durante la dittatura di Franco, era conosciuto anche come poeta, e trasmise a Dulce, fin da bambina, l'amore per la letteratura.
Il padre morì quando Dulce aveva solamente 11 anni. L'anno seguente la madre, María Gutiérrez, andò a vivere con tutta la famiglia a Madrid. Dulce e Inma, sua sorella gemella, studiarono in un convitto, e fu lì che Dulce cominciò a scrivere poesie, cercando attraverso di esse di evadere dalla difficile situazione personale. Le letture adolescenziali dei poeti Celan, Rilke, César Vallejo e José Angel Valente, influenzarono molto il suo stiile poetico. Altre influenze più tarde furono Félix Grande, per quanto riguarda la poesia, Julio Llamazares, Luis Landero e José Saramago, per la narrativa. Con questi ultimi, così come con la moglie di Saramago, Pilar del Río, strinse un grande rapporto di amicizia.
Anche se cominciò a scrivere molto presto, pubblicò il suo primo libro, la raccolta di poesie Querrán ponerle nombre, solo nel 1992. Seguirono due opere poetiche, Las palabras de la piedra (1993) e Contra el desprestigio de la altura (1995). Con quest'ultima pubblicazione, Dulce Chacón vinse il suo primo premio, il Ciudad de Irún. Successivamente, si dedicò alla scrittura di romanzi. Nel 1996 pubblicó Algún amor que no mate, che narra la storia di una donna maltrattata dal marito. José Saramago ritenne la storia "dura, però necessaria". L'anno seguente pubblicó il suo secondo romanzo, Blanca vuela mañana.
Il 1998 fu un anno molto intenso per Dulce: pubblicó Matadora, biografia di Cristina Sánchez, la prima torera spagnola della storia, mise in scena la sua prima opera teatrale, Segunda mano, e pubblicò il suo terzo romanzo, Háblame, musa, de aquel varón. In quest'opera, l'autrice riprende alcuni dei temi cardine di Algún amor que no mate, come per esempio la violenza domestica, includendo inoltre altre forme di intolleranza come la xenofobia. Con Háblame, Chacón chiude una trilogia sulla mancanza di comunicazione all'interno dei rapporti di coppia.
Nel 1999 scrive una nuova raccolta di poesie, Matar al ángel (1999) e nello stesso anno pubblica Cielos de barro, romanzo ambientato nell'Estremadura del dopoguerra, che presenta all'edizione del premio Azorín del 2000 con lo pseudonimo "Hache". Il romanzo, dedicato al padre Antonio Chacón, riceverà il primo premio. Il titolo le era stato suggerito dallo scrittore Julio Llamazares.
Il suo romanzo successivo, La voz dormida (Le ragazze di Ventas), viene pubblicato nel 2002. Dulce aveva cominciato a raccogliere materiale per questo libro prima della pubblicazione di Matar al ángel y Cielos de barro, ma impiegò quattro anni per terminarlo. In questo romanzo, si concentrò principalmente sugli anni difficili del dopoguerra, narrando le testimonianze di donne vittime del regime franchista durante gli anni quaranta, raccolte in interviste fatte in tutta la Spagna. L'opera ricevette il premio Libro del Año 2003, concesso dal Gremio de Libreros de Madrid. Nel 2002 venne rappresentato il primo dell'adattamento teatrale di Algún amor que no mate, realizzato dalla stessa Chacón, e diretto da Eduardo Vasco. Nel 2003 pubblicò un'altra raccolta di poesie, Cuatro gotas.

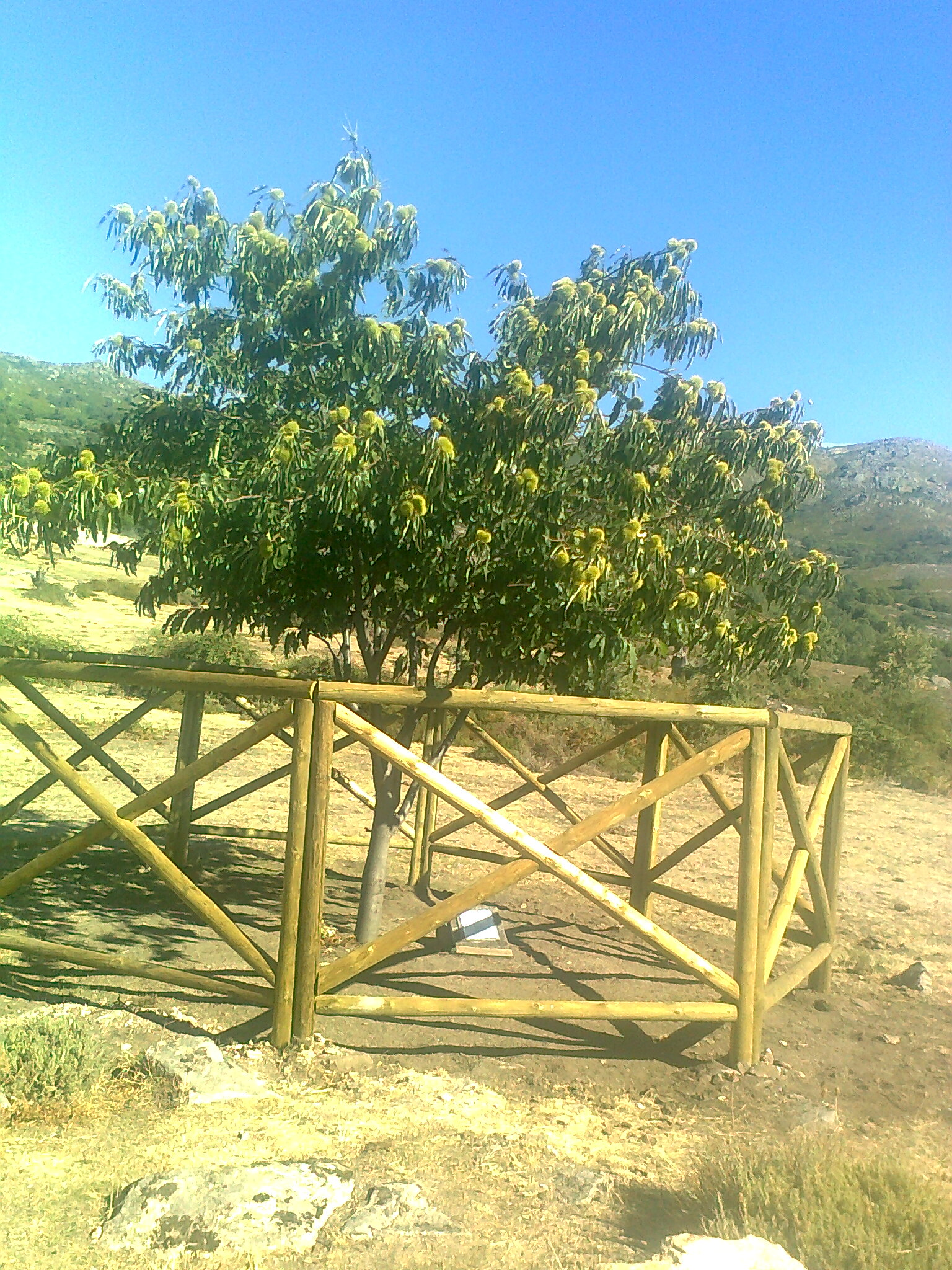
Castagno nella serra di El Torno, dove sono state sepolte le ceneri di Dulce Chacòn

La carriera di Dulce Chacón terminò improvvisamente con la sua morte, avvenuta il 3 dicembre del 2003 a causa di un cancro al pancreas, diagnosticatole un mese prima. Le sue ceneri furono depositate a Zafra, dove nacque, insieme ai resti del padre Antonio Chacón. Una parte delle ceneri fu sparsa nelle montagne di El Torno, paesino della Valle del Jerte (Cáceres).

## Impegno sociale e politico
Sebbene appartenesse ad una famiglia conservatrice, Dulce Chacón si convertì quasi subito al pensiero di sinistra, dichiarando che uno dei motivi del cambio di ideali fu il silenzio familiare nei confronti della repressione franchista, particolarmente cruenta a Zafra. Nei primi mesi di guerra, dopo la presa della città da parte degli insorti, l'8 agosto del 1936, duecentocinquanta persone furono assassinate dalle nuove autorità. La città aveva 7 000 abitanti e dopo lo scoppio della guerra, nessun membro del partito di destra fu assassinato prima dell'entrata delle truppe ammutinate. La causa delle vittime del regime franchista  fu una delle sue priorità, ritenendo irrisolto il rancore derivato dalla violenza politica durante la guerra civile e il franchismo. Il suo motto al riguardo era "Non porto rancore, nè dimentico". Dichiarò inoltre che "la reale riconciliazione non è ancora arrivata, perché non si è ancora svolto questo tipo di conversazione. Abbiamo udito la versione dei vincitori, ora dobbiamo sentire quella dei vinti".
Dulce Chacón collaborò a numerose attività sociali e politiche di stampo progressista. Scrisse Le ragazze di Ventas, opera nella quale raccoglie e narra testimonianze di donne appartenenti alla fazione sconfitta durante la Guerra Civile.
Durante l'invasione dell'Iraq, fece parte del progetto "Cultura contro la guerra" e lesse, insieme al premio Nobel José Saramago, il manifesto antibellico che chiuse la grande manifestazione contro la guerra svolta il 15 marzo 2003 a Madrid. Come membro della delegazione del progetto "Donne contro la guerra", si diresse a Baghdad a marzo dello stesso anno per conoscere la situazione del popolo iracheno e per ribadire la sua contrarietà al conflitto. Inoltre, fece parte dell'associazione "Donne contro la violenza di genere". Fondò anche il Collettivo Fratelli, Amici e Compagni di José Couso, il cameraman ucciso dalle truppe statunitensi a Baghdad durante l'invasione.
Suo marito, Miguel Ángel Alcántara, la definì "una lottatrice, di sinistra, agnostica e battagliera, e la sua miglior arma era la parola e la scrittura".

## Premi e riconoscimenti
Il 17 febbraio 2005, venne concesso a Dulce Chacón il titolo postumo di figlia prediletta della sua città natale. Una piazza e un premio letterario vennero istituiti a suo nome. Nel 2003 la località madrilena di Brunete, dove l'autrice viveva, istituì il "Premio Letterario del Romanzo Breve Dulce Chacón".
Nel 2009, il gruppo rock spagnolo Barricada  pubblicò il libro-CD La tierra está sorda, con 18 canzoni collegate alla repressione franchista. Il leader del gruppo Enrique Villarreal «El Drogas» dichiarò che fu la lettura de Le ragazze di Ventas a spingerlo a comporle. Alcune delle canzoni si ispirarono direttamente alle testimonianze raccolte e narrate da Chacón. Il gruppo presentò il lavoro a Zafra il 19 marzo 2010.
L'istituto di educazione secondaria de La Garrovilla (Badajoz) nel 2005 venne rinominato I.E.S.O. Dulce Chacón per ricordare la scrittrice. Il salone degli eventi di Tocina (Siviglia) porta il suo nome, così come una scuola pubblica della città di Fuenlabrada, una nella città di Rivas Vaciamadrid, vicino a Madrid, una nella città di Cáceres, nell'Estremadura, e la biblioteca principale dell'Università Europea di Madrid.

## Opere

### Poesia
- Querrán ponerle nombre (1992)
- Las palabras de la piedra (1993)
- Contra el desprestigio de la altura (1995)
- Matar al ángel (1999)
- Cuatro gotas (2003)

### Romanzi
- Algún amor que no mate (1996)
- Blanca vuela mañana
- Háblame, musa, de aquel varón (1998)
- Cielos de barro (2000), premio Azorín 2000.
- La voz dormida (2002), premio Libro dell'anno 2003, attribuito dal Gremio de Libreros de Madrid.[19]

### Racconti
- Te querré hasta la muerte (2003), en Sobre raíles.[20]

### Teatro
- Adattamento teatrale di Algún amor que no mate (2002), candidata al premio Max 2004 come migliore autrice teatrale in castigliano.
- Segunda mano, 1998

### Biografie
- Matadora (1998).

### Traduzioni italiane
- Dulce Chacón, Non c'è amore che non uccida, traduzione di A.Riccio, Jouvence, Roma 1998, ISBN 88-7801-258-0
- Dulce Chacón, Le ragazze di Ventas, traduzione di S. Sichel, Neri Pozza,  Milano 2005. ISBN 978-8854500310

## Premi
- Premio de Poesía Ciudad de Irún, per "Contra el desprestigio de la altura", 1995
- XXIV Premio Azorín, per Cielos de barro, 2000
- Premio Libro del Año 2002, per La voz Dormida